# Modautal
Modautal est une municipalité allemande située dans le land de la Hesse et l'arrondissement de Darmstadt-Dieburg.